# Bonneval (Haute-Loire)
Bonneval é uma comuna francesa na região administrativa de Auvérnia-Ródano-Alpes, no departamento de Alto Loire. Estende-se por uma área de 15,57 km². Em 2010 a comuna tinha 72 habitantes (densidade: 4,6 hab./km²).